# Vrbnica (Slowakije)
Vrbnica (Hongaars: Füzesér) is een Slowaakse gemeente in de regio Košice, en maakt deel uit van het district Michalovce.
Vrbnica telt 939 inwoners.